# 玄蕃尾城
玄蕃尾城（げんばおじょう）は、福井県敦賀市刀根と滋賀県長浜市余呉町柳ヶ瀬の県境にあった日本の城（山城）。内中尾山の山頂にあり内中尾山城ともいう。天正11年（1583年）の賤ヶ岳の戦いにおいて、柴田勝家の本陣が置かれた。平成11年（1999年）7月13日に「玄藩尾城（内中尾山城）跡」として国の史跡に指定されている。また2017年（平成29年）4月6日、「続日本100名城」（140番）に選定された。

## 概要
湖北から北庄への北国街道（現在の国道365号）と、そこから分岐する刀根越の道の双方を抑える要所に位置している。すぐ南に位置する刀根越（倉坂、久々坂ともいう）は織田軍と朝倉軍が戦った刀根坂の戦いの舞台である。さらに南側には行市山がある。
築城時期は諸説あり、本能寺の変後に柴田勝家が豊臣秀吉との戦いに備えて築城したとされるが、天正6年（1578年）頃に越前衆を動員して築城されたともいう。
勝家の本陣となった城は「玄蕃尾城」と呼ばれているが、史料にこの名があるわけではない。『近江国與地志略』によると勝家の陣から行市峯（行市山）までの一里半にわたって幅三間の作道が整備されたといい、地元では勝家の家臣・佐久間玄蕃允盛政によって連絡のために開かれた尾根道と伝わる。この尾根道は「玄蕃ヶ尾」と呼ばれ、転じて本陣の城の名も「玄蕃尾城」と呼ばれるようになった。
各郭の機能分化や配置、馬出（城門前の土塁）の完成度などから、織豊系山城の最高水準と評価されており、勝家の撤退後は手付かずだったため遺構が良好に保存されている。一方で史料の少なさから長らく位置は不明となり、帝国陸軍が陸戦の参考に現地を調査しようとしたが発見できなかった。のちに東愛発小学校に赴任し、敦賀市史の編纂に加わった教員が伝承を頼りに山中を探索して城跡を発見した。

## 山城の構造
基本構造は南北に並んだ主要な4つの郭であり、土橋で連結され、その広がりは南北約250m、東西約150mに及ぶ。すべての郭を高土塁で囲み、主要な部分は土塁と空堀の多重防御を施している。また、主郭には2つの馬出郭、1つの張出郭が備わっており、腰郭も近傍に位置する。主郭の北東隅には、方形の一段高くなった箇所があり、櫓もしくは天守のような建造物があったと推定される。主郭部の南側には、食い違いや曲がった隘路を設けた虎口郭が2つ直列しており、刀根越からの敵を迎え撃つ造りとなっている。主郭部北側の搦手の郭は最大の広さを持ち、兵糧などの物資や兵の駐屯のためのスペースであったと考えられる。全体として完成度が高く、山城の最高水準の到達点の一つであるといえる。

## 歴史
- 築城時期
  - 以下のように諸説ある。朝倉氏の山城を勝家軍が整備、または賤ヶ岳の戦いの時期に初めて築城という、主に2つの見方がある。
    - 15世紀の豪族柳ヶ瀬秀行が築城。
    - 朝倉氏の家臣の 疋壇対馬守久保が築城。
    - 朝倉氏の家臣の 朝倉玄蕃助景連が築城。
    - 天正6年頃　柴田勝家が北国街道を整備した際に、越前衆を使い築城。
    - 天正10～11年頃　羽柴秀吉との戦いに備え、勝家の家臣である佐久間玄蕃允盛政が築城。
- 賤ヶ岳の戦いに関わる出来事
  - 天正11年3月　勝家が中尾山に本陣を置く。
  - 天正11年4月　秀吉が大垣に出陣した隙に、勝家軍が進撃するも、反撃にあい、総崩れ、勝家は北ノ庄へ敗走。
- 伝承
  - 敦賀市刀根には、以下の様な餅搗き唄が伝わっている。史実としては「玄蕃尾城」の名称は出てこないが、このような言い伝えが、現状の山城の名前のルーツとなっている。
    - 「天気よければ　玄蕃尾様の　城の太鼓の　音がする　霞はれてくれ　わしらの主の　玄蕃尾様　山見えぬ」

## アクセス
- 北陸自動車道敦賀インターチェンジ - 国道8号を滋賀方面へ - 福井県道140号 - 柳ヶ瀬トンネル手前の左手林道へ - 駐車場（ICから車で所要30分） - 刀根越を経由し玄蕃尾城へ（徒歩30分）